# Piper procerum
Piper procerum är en pepparväxtart som beskrevs av William Trelease. Piper procerum ingår i släktet Piper och familjen pepparväxter. Inga underarter finns listade i Catalogue of Life.